# Patulibacter minatonensis
Patulibacter minatonensis es una bacteria grampositiva del género Patulibacter. Fue descrita en el año 2006, es la especie tipo. Su etimología hace referencia al barrio Minato-ku, en Tokio, Japón. Es aerobia y móvil. Tiene un tamaño de 0,6-0,7 μm de ancho por 1,2-1,5 μm de largo. Catalasa positiva y oxidasa negativa. Forma colonias planas, transparentes, de color blanco o amarillo claro. Temperatura de crecimiento entre 16-28 °C, óptima de 24-27 °C. Es sensible a tetraciclina, polimixina, amikacina, cloranfenicol, eritromicina, ciprofloxacino, tobramicina, vancomicina, kanamicina, gentamicina, ampicilina, imipenem. Resistente a aztreonam, ceftazidima, ácido nalidíxico, norfloxacino y oxacilina. Tiene un contenido de G+C de 72%. Se ha aislado del suelo en Japón. 